# Praxithea javetii
Praxithea javetii là một loài bọ cánh cứng trong họ Cerambycidae.